# Ethusa orientalis
Ethusa orientalis is een krabbensoort uit de familie van de Ethusidae. De wetenschappelijke naam van de soort is voor het eerst geldig gepubliceerd in 1886 door Miers.